# Minna-jima (Motobu)
Minna-jima (水納島) est une île de la municipalité de Motobu, dans le district de Kunigami de la préfecture d'Okinawa, au Japon.

## Géographie
Minna-jima est située dans la mer de Chine orientale, à 6 km à l'ouest de l'île d'Okinawa.

## Transport
Minna-jima est accessible par ferry depuis le port de Toguchi sur l'île d'Okinawa.